# Съедобная салангана
Съедобная салангана (лат. Aerodramus germani) — вид птиц семейства стрижиных.

## Описание
Стриж средних размеров с вильчатым хвостом. Оперение сверху в основном однородное чёрно-коричневое, глянцевое, бока бледно-серые. Горло серое, остальная часть оперения снизу коричнево-серая. Подвид A. g. amechanus обладает более серыми боками, чем номинальный. Длина тела составляет 11,5—12,5 см, масса — 8,7—14,8 г. Птицы заметно светлее саланганы-водорослееда (Aerodramus fuciphagus) снизу и по бокам.
Оба подвида способны к эхолокации. Звуковые сигналы номинального подвида напоминают носовые «zzreeew» или двусложные «zi-reeew», особенно в полёте.

## Распространение
Съедобные саланганы обитают в Юго-Восточной Азии, на острове Калимантан и на Филиппинах. В редких случаях птиц видели на юге Китая, известно о гнёздах только на островках в провинции Хайнань. Международный союз охраны природы не выделяет съедобных саланган в отдельный вид. Во Вьетнаме из-за постоянного сбора гнёзд численность оценивается только в 200 тысяч пар.
Птицы не осуществляют сезонных миграций и ведут оседлый образ жизни.

## Питание
На острове Пинанг в Малайзии проводились исследования погадок — непереваренных остатков пищи, отрыгнутых птицами и собранных в течение дня. Согласно этим исследованиям, основу рациона съедобной саланганы составляют перепончатокрылые (Hymenoptera) — 41 %, подёнки (Ephemeroptera) — 26,5 %, равнокрылые (Homoptera) — 15,5 % и двукрылые (Diptera) — 7,8 %, однако ночные жуки и летающие насекомые по понятным причинам отсутствовали.
В Малайзии птицы кормятся на высоте 57,5 метров над лесными массивами, наиболее активны в сумерках. Птицы часто собираются в большие стаи, включающие как представителей своего вида, так и других стрижей и ласточек.
Экскременты обитателей верхних ярусов пещеры, включая стрижей и летучих мышей поддерживают развитие животных, которые ищут пропитание на нижних ярусах. Последних в свою очередь поедают змеи и гигантские плотоядные кузнечики, также охотящиеся на птенцов. Замкнутая экосистема имеет только один выход наружу: птицы и летучие мыши, которые приносят питательные вещества в пещеру.

## Размножение
На архипелаге Мьей в Мьянме сезон размножения приходится на апрель и по времени совпадает с таковым у черногнёздной саланганы. На полуострове Таиланд первая кладка происходит в марте, вторая приходится на конец апреля, а третья на июль, при этом каждый раз размер гнезда без слюны увеличивается. Во Вьетнаме строительство гнезда приходится на сухой сезон с декабря по март, а откладывание яиц на первый сезон дождей в начале апреля. На острове Палаван по всей видимости птицы откладывают яйца в январе-июне. Крупное исследование в Пинанг и Куала-Лумпур показало, что птицы могут откладывать яйца круглый год, но пик размножения приходится на октябрь-декабрь и февраль, при этом птенцы появляются во время сухого сезона в ноябре-марте, несмотря на то, что сезон дождей должен давать достаточно насекомых для кормления.

## Взаимодействие с человеком
Съедобная салангана — один из четырёх видов птиц, гнёзда которых съедобны (другими являются Aerodramus fuciphagus, Aerodramus maximus и Aerodramus unicolor), они являются элементами традиционной китайской медицины, а также входят в состав супа. В медицинских целях птичьи гнёзда использовали на протяжении веков, считается что они снижают риск заболеваний и способствуют продолжительности жизни. Основными ингредиентами съедобного птичьего гнезда являются сиаловая кислота — 9 %, галактозамин — 7,2 %, глюкозамин — 5,3 %, галактоза — 16,9 %), фруктоза — 0,7 %, аминокислоты (аспарагиновая, глутаминовая, пролин, треонин, валин) и минеральные соли (в основном натрия и кальция). Научные доказательства медицинской эффективности съедобных птичьих гнёзд по-прежнему ограничены.
Птицы могут гнездиться в специально построенных сооружениях в непосредственной близости от городской застройки. На заготовленных участках могут строить гнёзда дважды в сезон. В Юго-Восточной Азии, включая Вьетнам, Индонезию и Таиланд, заготовители гнёзд стали сооружать структуры, на которых птицы могли бы строить свои гнёзда. Такие структуры привлекают различных птиц, включая тех, гнёзда которых несъедобны. Производители уничтожают такие гнёзда вместе с яйцами, чтобы со временем получить колонии птиц, которые производят «правильные» гнёзда. При этом такие гнёзда всё равно оцениваются ниже, чем гнёзда из пещер. Недавние исследования показали, что возможна организация сбора гнёзд таким образом, что урон от неё будет существенно сокращён. Предполагаемые ограничения включают сбор гнёзд дважды в год: когда только у 10—15 % гнёзд есть яйца и второй — когда птенцы второй кладки вылетели из гнезда.

## Систематика
Данный вид впервые был описан французским зоологом Эмилем Устале в 1876 году. Долгое время относилась к роду саланган (Collocalia). В 1970 году южноафриканский орнитолог Брук, Ричард Кендалл разделил род на три группы, одна из которых — Aerodramus (от греч. αερος — «воздух», греч. δρομος — «гонщик») — включала неблестящих стрижей, способных к эхолокации. Некоторые учёные относят оба подвида данного вида к салангане-водорослееду (Aerodramus fuciphagus).
В настоящее время съедобную салангану относят к роду Aerodramus семейства стрижиных. Международный союз орнитологов выделяет два подвида:
- Aerodramus germani germani (Oustalet, 1876) — от острова Хайнань на западе, вдоль полуострова Малакка, включая архипелаг Мьей, расположенный к югу от Мьянмы, северное побережье Калимантана, западные Филиппины от острова Палаван до островов Панай и Тикао[англ.].
- Aerodramus germani amechanus (Oberholser, 1912) — на архипелаге Анамбас юго-восточнее полуострова Малакка.